# Werner Wittstadt
Werner Georg Wittstadt (* 12. Juli 1907 in Mellrichstadt; † 25. Juni 1956 in Dresden) war ein deutscher Physikochemiker.

## Leben
Wittstadt studierte nach dem Abitur 1925 am Humanistischen Gymnasium Kempten Chemie (Diplom 1931) an der Ludwig-Maximilians-Universität München und der Georg-August-Universität Göttingen. Während des Studiums trat er der Burschenschaft Danubia München bei. 1934 heiratete er.
1933 wurde er bei Peter Adolf Thiessen am Institut für Anorganische Chemie der Universität Göttingen mit der Dissertation Versuche zur Deutung der erzwungenen Anisotropie von Kautschuk zum Dr. rer. nat. promoviert. Von 1933 bis 1941 und erneut von 1943 bis 1945 war er wissenschaftlicher Assistent in der Röntgenabteilung am Kaiser-Wilhelm-Institut für physikalische Chemie und Elektrotechnik in Berlin. Zwischenzeitlich war er Abteilungsleiter am Kaiser-Wilhelm-Institut für Bastfaserforschung in Sorau.
Nach dem Ende des Zweiten Weltkrieges 1945 wurde er als Wissenschaftler zunächst im Technischen Büro des Volkskommissariats für Chemie in Berlin und ab Herbst 1945 in Moskau engagiert. Dort arbeitete er u. a. mit Peter Adolf Thiessen, Hans Bartel und Ludwig Ziehl am Sowjetischen Atombombenprojekt. Nach der Rückkehr aus der Sowjetunion war er von 1954 bis 1956 Professor mit Lehrauftrag für Kolloidchemie an der Technischen Hochschule Dresden.